# IC 3416-1
IC 3416-1 — галактика типу S? (спіральна галактика) у сузір'ї Діва.
Цей об'єкт міститься в оригінальній редакції індексного каталогу.